# 982 Franklina
982 Franklina este un asteroid din centura principală, descoperit pe 21 mai 1922, de Harry Edwin Wood.